# Poudretteite
La poudretteite (simbolo IMA: Pou) è un minerale della famiglia dei ciclosilicato molto raro appartenente al gruppo della milarite con la composizione chimica K1,00(Na1,87K0,04)B3,05Si12,14O30.

## Etimologia e storia
Come molti altri minerali del gruppo della milarite, la poudretteite è molto simile nelle sue proprietà ottiche e fisiche ad altri minerali ampiamente utilizzati come il quarzo, l'apatite o l'apofillite. Questo è probabilmente il motivo per cui è stato trascurato per molto tempo. Già a metà degli anni '60, Jacques Bradley raccolse xenoliti di marmo contenenti poudretteite nelle brecce sienitiche della miniera di Poudrette a Monte Saint-Hilaire in Québec (Canada). Ci sono voluti circa 20 anni perché fossero riconosciuti e descritti come un nuovo minerale. Joel D. Grice, T. Scott Ercit, Jerry van Velthuizen e Pete J. Dunn chiamarono il nuovo membro del gruppo della milarite in onore della famiglia Poudrette, che gestiva la cava del sito.
Ci sono voluti altri 14 anni perché questo minerale molto raro fosse riconosciuto e descritto in un altro sito. Nel novembre 2000, un commerciante italiano di pietre preziose a Mogok, in Myanmar, ha acquistato una pietra sfaccettata di 3 carati, rosa-viola, da un commerciante locale che non era in grado di classificarla mineralogicamente. Per l'identificazione, la pietra è stata inviata al laboratorio di pietre preziose di Eduard Josef Gübelin in Svizzera, dove è stata identificata come poudretteite.

## Classificazione
Nell'obsoleta, ma in parte ancora in uso, 8ª edizione della sistematica minerale secondo Strunz, la poudretteite appartiene alla classe dei "ciclosilicati", dove viene elencata insieme ad almarudite, armenite, berezanskite, brannockite, chayesite, darapiosite, dusmatovite, eifelite, emeleusite, faizievite, merrihueite, oftedalite, osumilite, osumilite-(Mg), roedderite, shibkovite, sogdianite, sugilite, trattnerite, yagiite e yakovenchukite-(Y) e con le quali forma il "gruppo della milarite-osumilite" con il sistema nº VIII/E.22.
La 9ª edizione della sistematica minerale di Strunz, valida dal 2001 e utilizzata dall'Associazione Mineralogica Internazionale (IMA), classifica la poudretteite nella classe dei "9.C Ciclosilicati"; questa è ulteriormente suddivisa in base alla struttura degli anelli, in modo che il minerale possa essere trovato nella suddivisione "9.CM [Si6O18]12- anelli doppi con 6 membri (sei doppi anelli)" in base alla sua struttura. Insieme ad almarudite, armenite, berezanskite, brannockite, chayesite, darapiosite, dusmatovite, eifelite, friedrichbeckeite, klöchite, merrihueite, milarite, oftedalite, osumilite, osumilite-(Mg), roedderite, shibkovite, sogdianite, sugilite, trattnerite e yagiite forma il "gruppo della milarite" con il sistema nº 9.CM.05.
Anche la sistematica dei minerali Dana, che viene utilizzata principalmente nel mondo anglosassone, classifica la poudretteite nella classe dei "silicati e germanati" e da lì nella già più finemente suddivisa sottoclasse dei "ciclosilicati: anelli condensati". Qui è nel "gruppo della milarite-osumilite" con il sistema nº 63.02.01a all'interno della sottosezione "Ciclosilicati: anelli condensati a 6 membri".

## Abito cristallino
La poudretteite cristallizza nel sistema esagonale nel gruppo spaziale P6/mcc (gruppo nº 192) con i parametri del reticolo a = 10,239(1) Å e c = 13,485(3) Å oltre a due unità di formula per cella unitaria.
I 6 anelli doppi in silicato (posizione T1) sono completamente occupati da Si4+ e B3+ si trova esclusivamente sulla posizione tetraedrica T2. La coordinazione tetraedrica del boro è insolita per i minerali che non si sono formati sotto alte pressioni. La maggior parte delle volte, il boro è incorporato in posizioni reticolari coordinate trigonale-planari, come nella tormalina.
La poudretteite è il minerale del gruppo della milarite con la carica più alta della struttura tetraedrica e le posizioni nella struttura sono quindi vuote o occupate da cationi caricati singolarmente. Come per quasi tutti i minerali del gruppo della milarite, il potassio (K+) si trova nella posizione C coordinata 12 volte. La posizione B coordinata 9 volte è vuota e la posizione A coordinata ottaedrica è completamente occupata con sodio (Na+).

## Origine e giacitura
La poudretteite si forma metamorficamente per contatto nel marmo che è stato alterato da magmatiti ricche di alcali o fusioni pegmatitiche. In tutto il mondo sono stati documentati solo due siti (2016).
Nella località tipo di Mont Saint-Hilaire in Québec, Canada, la poudretteite si trova negli xenoliti di marmo nella sienite nefelina insieme a pectolite, apofillite, quarzo ed egirina.
Nelle vicinanze di Mogok, a Mandalay nel Myanmar, magmi sienitici si sono infiltrati nei sedimenti calcarei. Nelle mineralizzazioni degli skarn al contatto dei fusi sienitici con il marmo circostante, la poudretteite si trova insieme a diopside, scapolite, spinello, corindone, andalusite, kornerupina, montebrasite e hackmanite o con nefelina, taaffeite, jeremejevite, corindone e crisoberillo.

## In gioielleria

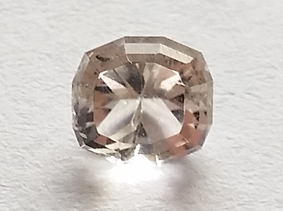
Poudretteite, 0.51ct, Mogok Myanmar

La rarissima poudretteite del Myanmar raggiunge la qualità delle pietre preziose in trasparenza, colore e dimensioni e viene commercializzata come pietre preziose.

## Forma in cui si presenta in natura
La poudretteite forma cristalli isometrici o prismatici. Di solito è incolore con una lucentezza simile al vetro e può essere rosa pallido a causa dei livelli di tracce di manganese e litio. Con una durezza Mohs pari a 5, la poudretteite è dura quanto l'apatite.